# Ja cię kocham, a ty z nim
Ja cię kocham, a ty z nim (ang. Dan in Real Life) – amerykańska komedia romantyczna z 2007 roku w reżyserii Petera Hedges'a.

## Opis fabuły
Dan Burns (Steve Carell) to pogodzony z samotnym losem wdowiec, który wychowuje trzy córki. Pracuje w gazecie, redagując rubrykę z poradami dla rodziców. Pomimo tego sam nie potrafi porozumieć się ze swoimi dorastającymi córkami. Pewnego dnia Dan poznaje w księgarni Marie (Juliette Binoche), którą od razu zostaje zauroczony. Niestety szybko okazuje się, że Marie to nowa dziewczyna jego młodszego brata – Mitcha (Dane Cook).

## Obsada
- Steve Carell jako Dan Burns
- Juliette Binoche jako Marie
- Dane Cook jako Mitch Burns
- Norbert Leo Butz jako Clay Burns
- John Mahoney jako Poppy Burns
- Dianne Wiest jako Nana
- Alison Pill jako Jane Burns
- Britt Robertson jako Cara Burns
- Marlene Lawston jako Lilly Burns

## Nagrody i nominacje
Teen Choice 2008
- Ulubiona komedia braterska (nominacja)